# Salcia, Teleorman
Salcia este satul de reședință al comunei cu același nume din județul Teleorman, Muntenia, România. Se află în partea de vest a județului. La recensământul din 2002 avea o populație de 1.194 locuitori. În localitate s-a născut scriitorul Zaharia Stancu.

## Personalități
- Zaharia Stancu (1902-1974) - scriitor român, originar din acest sat
- Dumitru Vasile  senator